# Uusloom
Uusloom ist eine unbewohnte Insel, 50 Meter von der größten estnischen Insel Saaremaa entfernt. Die Insel liegt in der Landgemeinde Saaremaa im Kreis Saare. Sie liegt in der Bucht Kõiguste laht im Kahtla-Kübassaare hoiuala.
Uusloom ist 50 Meter lang und 30 Meter breit.